# Cabo Girão

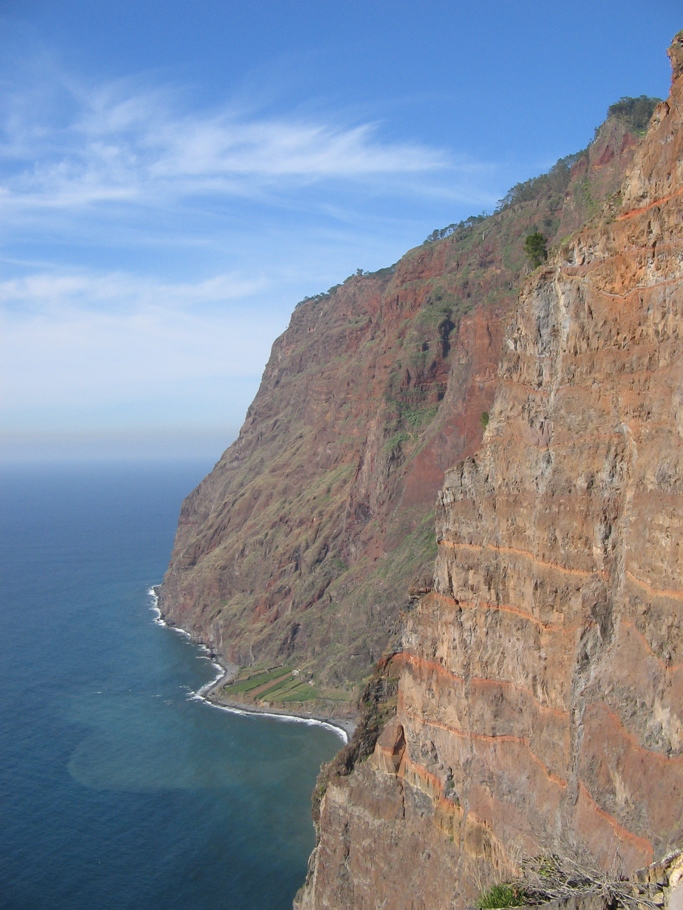
Cabo Girão

Das Cabo Girão (port. Kap der Umkehr) ist eine Steilklippe im Süden der portugiesischen Insel Madeira in der Nähe der Ortschaft Câmara de Lobos. Seine Höhe beträgt 580 m über dem Meeresspiegel des Atlantischen Ozeans. 

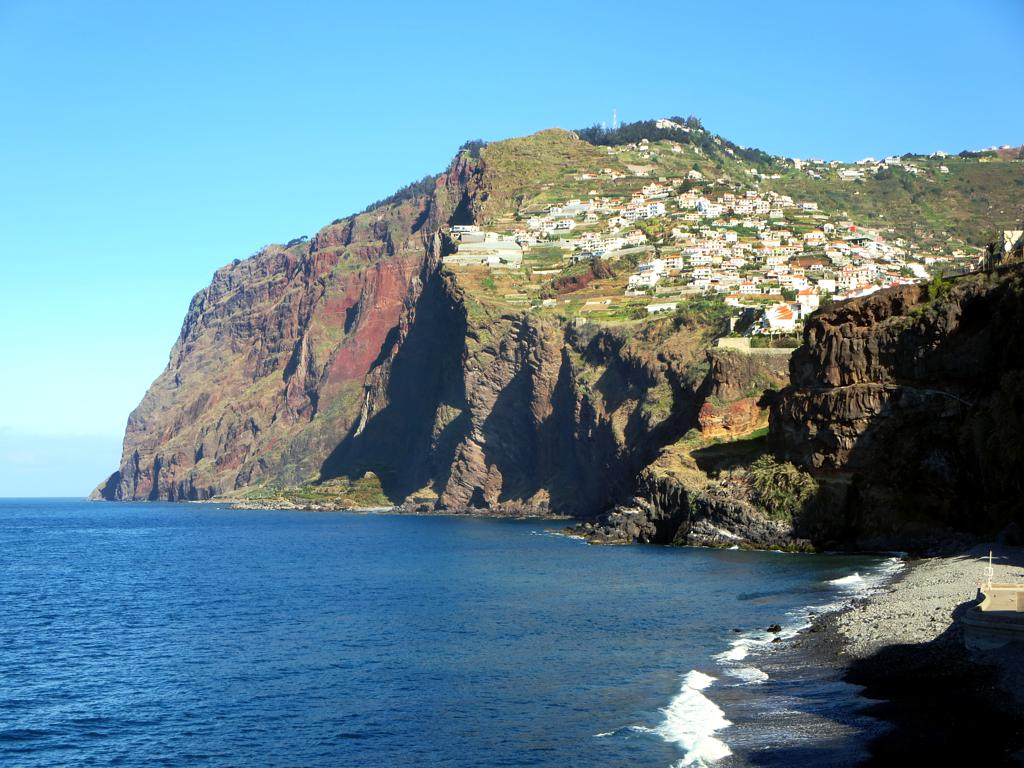
Blick von Osten

Unterhalb der Klippe sowie am unteren Teil des Hanges existieren Terrassenfelder (Fajãs). Sie waren früher nur mit dem Boot zu erreichen. Seit August 2003 besteht die Luftseilbahn Cabo Girão am Hang, die angelegt wurde, um den Bauern die Feldarbeit zu erleichtern. Die Seilbahn befindet sich einige Kilometer östlich im Ortsteil Rancho.
Seit 2012 besteht auf dem höchsten Punkt von Cabo Girão eine Aussichtsplattform mit Glasboden. Der Skywalk gilt als die höchstgelegene Plattform mit Glasboden weltweit. Hinzu kommt ein Startplatz für Gleitschirmflieger (Paragliding) und Base-Jumping.

## An- und Aussichten

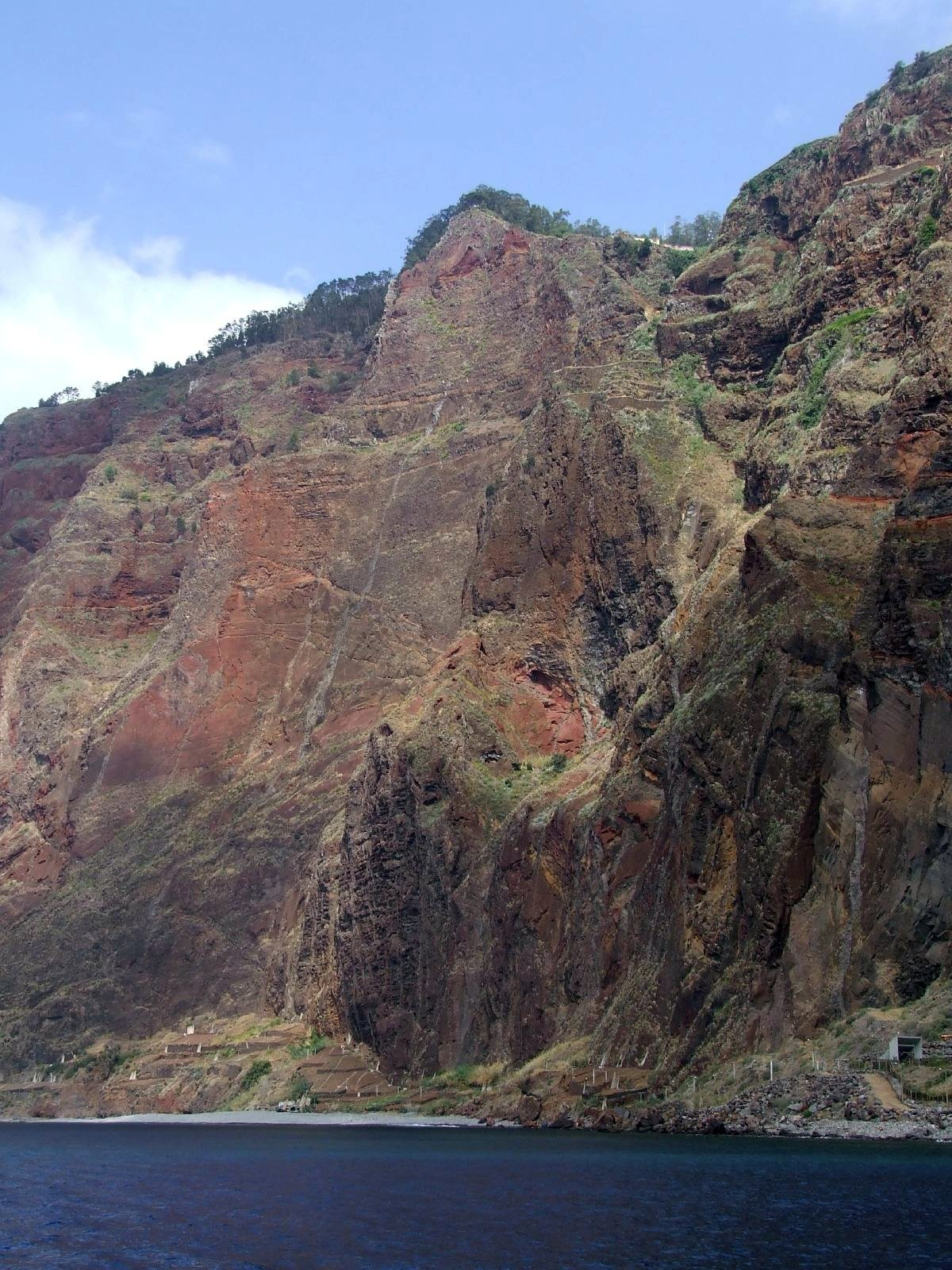
Vom Atlantik gesehen
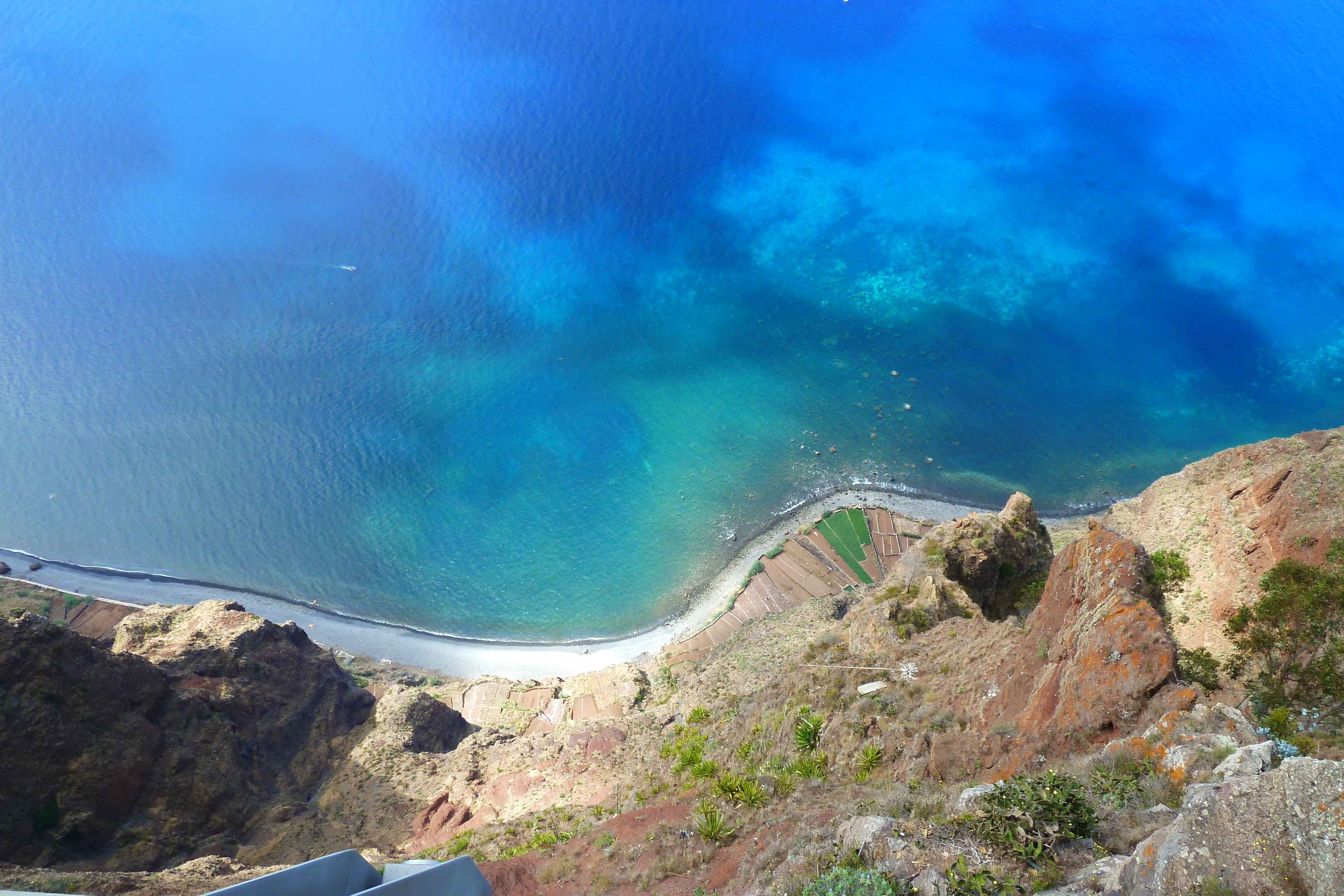
Terrassen und Strand am Fuß der Steilklippe
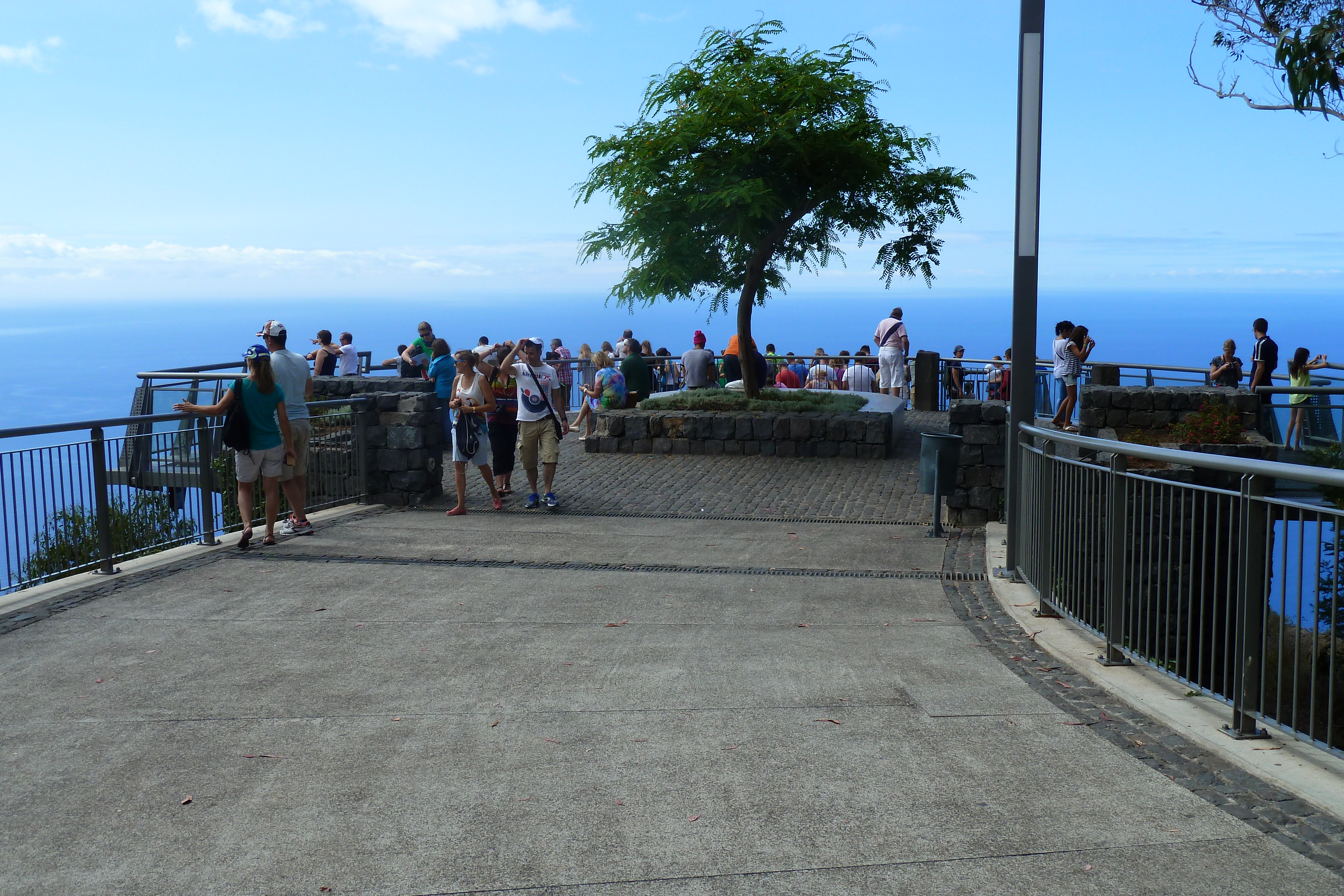
Der Skywalk
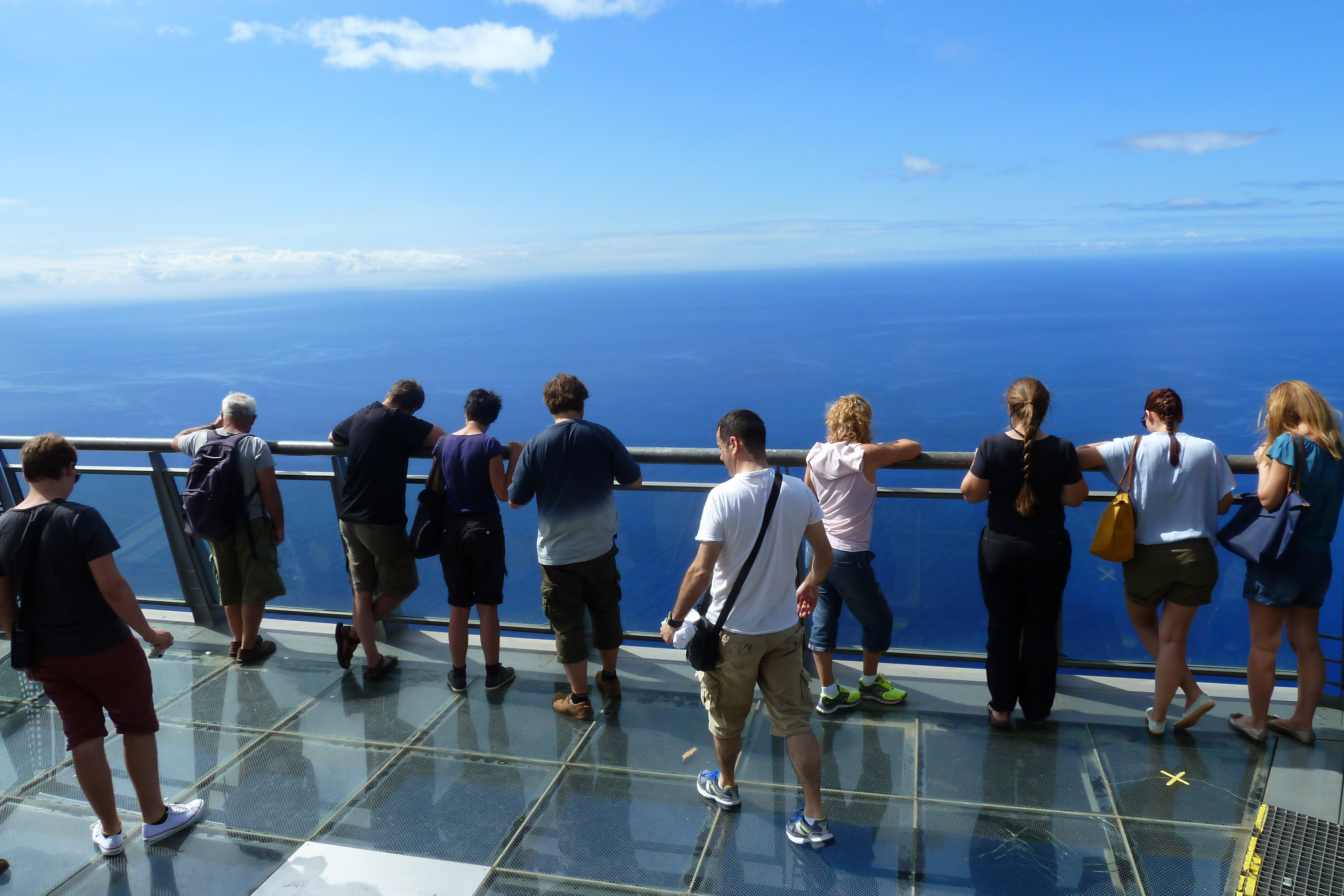
Blick vom Cabo Girão auf den Atlantischen Ozean
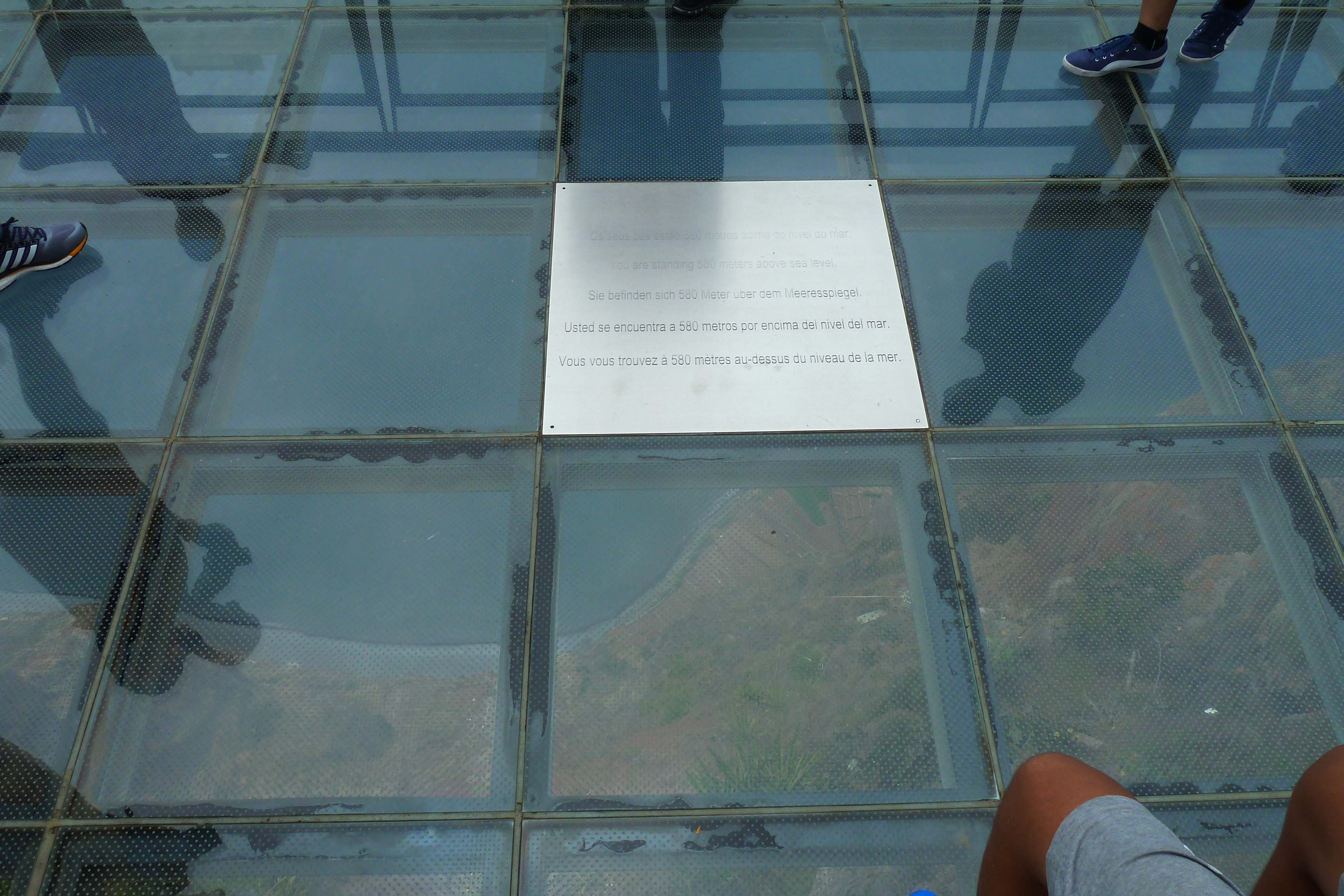
Blick durch den Glasboden mit Höhenangabeplakette
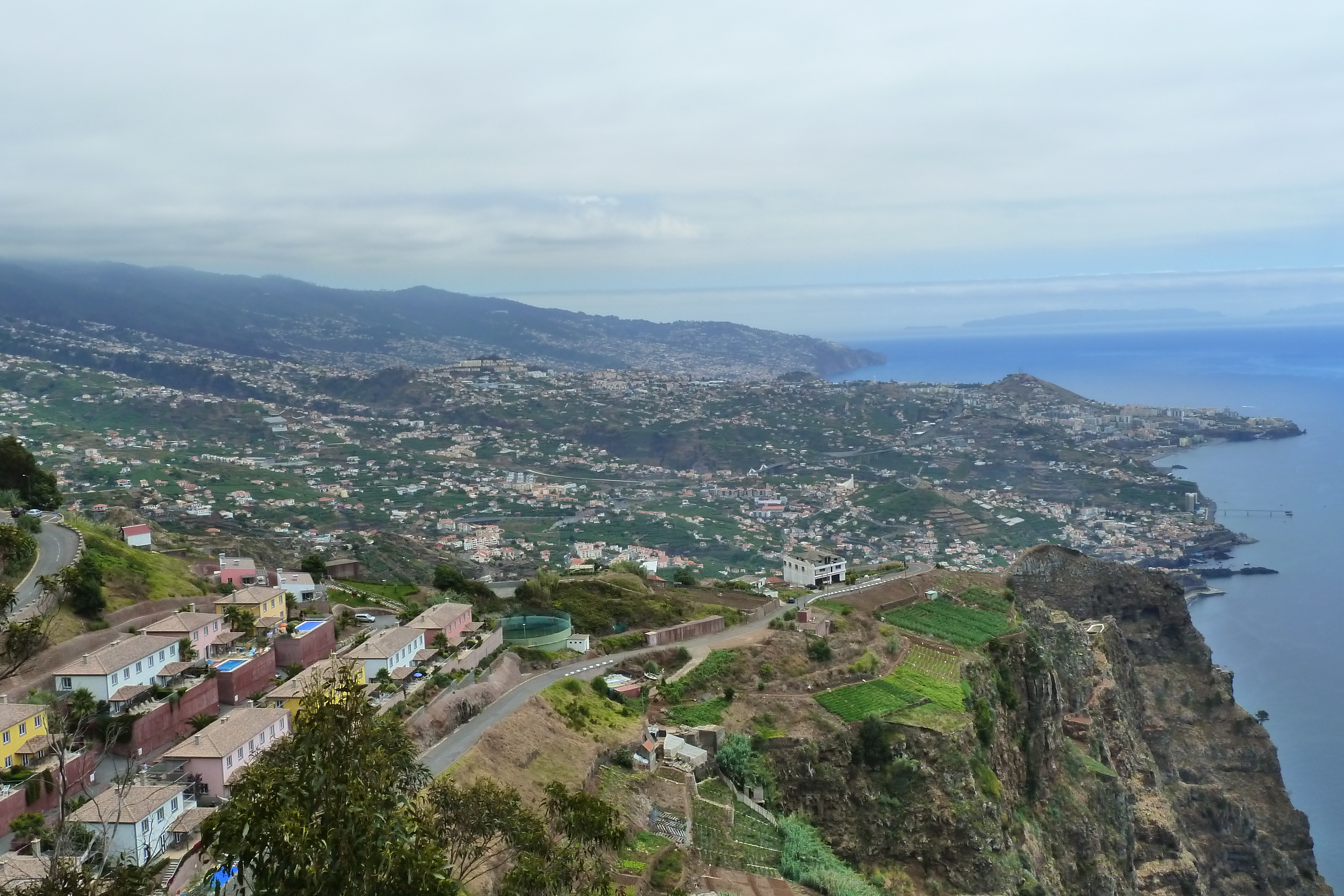
Aussicht vom Skywalk nach Câmara de Lobos (vorn) und Funchal